# 青森県道160号羽野木沢梅田線
青森県道160号羽野木沢梅田線（あおもりけんどう160ごう はのきざわうめたせん）は、青森県五所川原市から北津軽郡鶴田町を経由して再び五所川原市に至る一般県道である。

## 概要
五所川原市大字羽野木沢で青森県道34号五所川原浪岡線から西へ分岐し、途中で北津軽郡鶴田町瀬良沢を通り、五所川原市大字梅田で青森県道38号五所川原黒石線に接続する。

### 路線データ
- 起点 : 五所川原市大字羽野木沢[1]（青森県道34号五所川原浪岡線交点）
- 終点 : 五所川原市大字梅田[1]（青森県道38号五所川原黒石線交点）

## 歴史
- 1961年（昭和36年）2月10日 - 県道に認定される[1]。

## 地理

### 通過する自治体
- 五所川原市 - 北津軽郡鶴田町 - 五所川原市

### 接続する道路
- 青森県道34号五所川原浪岡線（五所川原市大字羽野木沢、起点）
- 五所川原広域農道（通称:こめ米ロード）
- 青森県道38号五所川原黒石線（五所川原市大字梅田、終点）

### 沿線の施設など
- 五所川原警察署 羽野木沢交番
- 五所川原市役所 梅沢支所